# 内田稔 (ドラマー)
内田 稔（うちだ みのる、1973年（昭和48年）9月17日 - ）は日本の男性ドラマー、パーカッショニスト。「ジャーニーミュージックスクール」でドラムの講師も務める。

## 人物
14歳でドラムを始める。現在は、主にセッションドラマーとして活動している。2002年（平成14年）からはコンガやカホンといった、パーカッションによる活動も開始している。

### バンド時代
1994年（平成6年）から2004年（平成16年）までの約10年間「GRAND JAM」というインディーズバンドにてリーダーとして在籍。トータルプロデュース・作曲・アレンジなど幅広く担当する。セッションドラマーとしてデビュー後、約5年間はバンド活動と並行して活動するが、2004年8月にGRAND JAMは無期活動休止を発表。

### セッション活動
1999年（平成11年）、Something ELseのライブツアーに参加したことをきっかけにセッション活動が活発化。
SPEEDのメンバー今井絵理子のソロライブ、KATZEの元メンバー高山克彬、中村敦らのライブサポート、清水アキラのバックドラマーとしてもコンサートに参加した。
POARO、特に鷲崎健と親交が深く、たびたびPOAROのライブにカホン持参で参加しているほか、鷲崎とは小尾元政 Presents アコギな夜や、鷲崎健の超ラジ!内で共に演奏している。POAROの「プライド オブ アンダーグラウンド」にはドラマーで参加、またPOAROの変名ユニットである吉田ぽあ郎には正式メンバー「吉田春菊」として参加した。
やまけんの立ち上げているバンド「OTAKU NOT DEAD」でもドラマーを務めている。
鈴木美潮が定期的に主催している「特歌祭」（レギュラーゲストにサイキックラバーを加え、スーパー戦隊シリーズにちなんだシンガーを毎回ゲストに迎えて開催されるアコースティックライブ）には第2回から参加し、現在ではほぼレギュラーメンバー化している。
2010年（平成22年）5月12日、鷲崎健2枚目のソロアルバムとなる『SINGER SONG LIAR』のレコーディングに参加。大変限定的な流通形態にもかかわらず、オリコンランキングでウィークリー22位、デイリーでは9位を記録、またインディーズ部門では週間ランキングで堂々の1位を獲得するなどした。内田自身も自信のある演奏である旨を各メディアで語っている。
高橋直純との親交も深まり2009年（平成21年）にはシングルのカップリング曲にドラマーとして参加、2010年（平成22年）夏発売のアルバム『infinity』の中でも3曲のドラミングを担当。同年秋のコンサートツアーにもツアーメンバーとして抜擢されている。
音楽情報動画配信「プレイヤーズチャンネル」では打楽器のインストラクターとして参加。パーカッション・ドラムなどのレクチャーを動画で見る事ができる。

## エピソード
自他共に認めるオタク気質で、主に80年代のアイドル、アニメ、テレビドラマ、テレビゲームに深い思い入れがある事を各所で明かしている。
鷲崎健と知り合った事によって、アニメソング業界、声優との交流が一気に広まることとなり、数々のライブ・イベント・レコーディング等に参加。ドラム・パーカッションを自在に操り、なおかつアニメや特撮の音楽を好んで引き受ける内田の様を見てサイキックラバーのボーカル、YOFFYから「アニソン界の太鼓の達人」と命名される。
高橋直純のレコーディングの際に、発売されたばかりの鷲崎健のアルバム『SINGER SONG LIAR』を手渡したところ、これを聴いた高橋がアルバムを絶賛。それまで交流の浅かった2人の仲を内田が取り持つ結果となり、高橋のラジオ番組「高橋直純Trouble Maker」に鷲崎がゲストとして出演。内田も番組に同席し、3人でフリートークを繰り広げた。
10代の頃より長きに渡り國府田マリ子のファンである事を明言している。2009年（平成21年）3月20日、C.C.Lemonホール（旧称・渋谷公会堂）にて開催されたイベント「声優フェスタ春〜声の大響宴〜」にて、音楽パートのドラマーとして内田が参加。イベント出演者のひとりであった國府田マリ子と悲願の共演を果たすこととなった。國府田本人のblogには、リハーサル時の内田の印象を「歌癖もしりつくしてくれていて、めちゃめちゃ歌いやすい軽快で優しいリズム」と絶賛している。本番では國府田の粋なはからいにより、ドラムを演奏しながらのバックコーラスまでをも担当する事が許された。
鷲崎の手引きで、ドラマーにもかかわらずワンマンライブが2度にわたって行われている。初回は2007年（平成19年）11月7日にあさがやドラムで、第2回は2009年（平成21年）4月14日に渋谷CLUB QUATTROで開催。mixiに設立されている「内田稔コミュニティ」の参加人数に応じて開催が決まっており、初回は50人突破記念、第2回は300人突破記念としてのものだった。本人のBlogでは、初回では100人以上、第2回では招待客などを含め500人以上の集客があった、としている。ライブは、内田がファンである國府田マリ子の曲などを演奏し、鷲崎が呼び集めたゲストがそれを歌う、というスタイルで行われた。ちなみに、初回でのサポートギタリストは現GIRL NEXT DOORの井上裕治だった。

## 音楽活動以外でのメディア

### 雑誌
2009年（平成21年）初頭から短期間で10kg以上の大幅ダイエットに成功し、芸文社の健康雑誌「はつらつ元気」2009年7月号に記事として取り上げられる。タイトルは「3ヶ月で12kg減！！エアドラムダイエット」。内容はカラー4ページによるインタビューとドラムを叩く真似の写真であった。インタビュー内で、ダイエットのきっかけは失恋であったことやレコーディング・ダイエットを実践していたことなどを赤裸々に明かしている。

### ラジオ
2010年（平成22年）4月13日より9月まで、ラジオ番組リッスン? 〜Live 4 Life〜火曜日にレギュラー出演。アイドルに詳しい教授役として、メインパーソナリティであるAKB48のメンバーに往年のアイドル達の歴史や素晴らしさを講義する内容を担当。